# Jan Mrózek
Jan Mrózek (ur. 25 września 1913 r. w Wędryni, zm. 15 kwietnia 1945 r. w Stein an der Donau) – polski działacz ruchu oporu w czasie II wojny światowej.
Mrózek, wychowany w polskiej tradycji patriotycznej, odznaczał się doskonałą pamięcią i świetnie władał językiem niemieckim. W czasie II wojny światowej był członkiem sieci wywiadu dalekiego zasięgu (kryptonim „Stragan”) Komendy Głównej AK. Od sierpnia 1942 r. w Wiedniu był szefem (po Karolu Trojanowskim) grupy „WO-1 Południe” tej siatki, działającej na ogromnym obszarze od Bawarii przez Czechy i Austrię po Słowację. Posługiwał się pseudonimami „Jan”, „Jaś” i „Iwan Biełyk”. Wśród ok. 200 agentów grupy było wielu pochodzących ze Śląska, a zwłaszcza ze Śląska Cieszyńskiego, w tym jego siostra – Ewa Pilch. Aresztowany przez hitlerowców w marcu (lub kwietniu) 1943 r. i po długim procesie skazany na karę śmierci, został osadzony w więzieniu Margarethen w Wiedniu. Zginął dosłownie w przeddzień wyzwolenia, rozstrzelany na dziedzińcu więzienia w zamku Stein an der Donau m.in. wraz ze swoim współpracownikiem z wywiadu, a wcześniej wybitnym taternikiem – Karolem Englischem.